# Il grande scout
Il grande scout (The Great Scout & Cathouse Thursday) è un film statunitense del 1976 diretto da Don Taylor.
È una commedia western ambientata in Colorado nel 1908 con protagonisti Lee Marvin, Oliver Reed e Robert Culp.

## Produzione
Il film, diretto da Don Taylor su una sceneggiatura di Richard Shapiro, fu prodotto da Jules Buck e David Korda per la American International Pictures e girato in Messico.

## Distribuzione
Il film fu distribuito negli Stati Uniti dal 23 giugno 1976 al cinema dalla American International Pictures. È stato poi pubblicato in DVD negli Stati Uniti dalla MGM Home Entertainment nel 2011.
Alcune delle uscite internazionali sono state:
- in Danimarca il 30 agosto 1976 (Vestens glade dollargrin)
- in Finlandia il 10 dicembre 1976 (Lännen paras tavara)
- in Portogallo il 6 luglio 1978 (Barafunda no Faroeste)
- in Ungheria l'11 ottobre 1979 (A kétbalkezes és az örömlány)
- in Svezia (Ös på råskinn)
- in Spagna (Botas duras, medias de seda)
- in Grecia (Dyo trelloi pallikarades!)
- in Brasile (No Oeste Muito Louco)
- in Austria (Supermann des wilden Westens)
- in Francia (Un cow-boy en colère)
- in Canada (Un cowboy en colère)
- in Italia (Il grande scout)

## Promozione
La tagline è: "They Weren't Forgotten By History...They Were Left Out On Purpose!".

## Critica
Secondo il Morandini il film è "discreto western comico che promette molto più di quello che dà. È un sottogenere in cui le buone riuscite sono rarissime". Il cast, comunque, risulta all'altezza delle aspettative.